# .cn
Pour les articles homonymes, voir Cn.
.cn est le domaine de premier niveau national (country code top level domain : ccTLD) réservé à la république populaire de Chine.
Depuis juin 2010, les noms de domaine internationalisés suivants sont également utilisables en RPC :
- .中国 en sinogrammes simplifiés (punycode : .xn--fiqs8s), et
- .中國 en sinogrammes traditionnels (.xn--fiqz9s).